# Feijenoord van Teylingen
Feijenoord van Teylingen (FVT) is een op 15 oktober 1934 opgerichte Nederlandse tafeltennisclub uit Rotterdam. Het mannenteam promoveerde in 1993 naar de eredivisie en werd in 1996, 1997, 1998, 2001, 2002, 2003, 2004, 2008 en 2009 algeheel landskampioen.

## Historie
De Rotterdamse club wordt opgericht als CJMV Feijenoord. In 1975 wordt Aad van Teylingen namens zijn aannemersbedrijf hoofdsponsor, waarna zijn achternaam aan de clubnaam toegevoegd wordt. Van Teylingen speelt zelf ook en is Feijenoords eerste sponsor.
FVT promoveert in 1993 voor het eerst naar de eredivisie. Daarin komt het dankzij een tweede hoofdsponsor uit als FVT./Visser, naar een installatiebedrijf. Twee jaar later wordt de vereniging Rotterdams sportploeg van het jaar. In 1996 wordt FVT voor het eerst landskampioen en wint het tevens de nationale beker, met in de ploeg Jörg de Cock en Ronald Vijverberg. De titel is de eerste van drie kampioenschappen op rij, een prestatie die van 2001 tot en met 2004 nog verbeterd wordt. Bekerwinst herhalen de Rotterdammers in 1997, 1998, 1999, 2002 en 2009. Begin 21e eeuw is de naam wel weer aangepast ten gunste van een nieuwe hoofdsponsor, naar AA-Drink/FVT.
Feijenoord van Teylingen werd op 9 mei 2009 voor de negende keer in haar bestaan landskampioen. Voor Danny Heister betekende de zege in de play-offs tegen Openline Westa zijn tweede landstitel op rij met de club én de laatste partij van zijn actieve spelerscarrière. Hij sloeg het beslissende punt voor zijn team binnen tegen Daan Sliepen en brak vervolgens zijn batje, als symbolisch gebaar dat het definitief voorbij was.
In 2016 ging de club failliet en hield op te bestaan.

## Selectiespelers
De volgende spelers speelden minimaal één wedstrijd voor FVT in de eredivisie:
Mannen:
| - Mitchell Alsemgeest - Michel de Boer (1x NK) - Merijn de Bruin - Jörg de Cock - Martin Groenewold - Danny Heister (11x NK) | - Jochem de Hoop - Alfred de Jong - Jonah Kahn - Jeroen Kivits - Monday Merotohun - Martin van Rijn | - Cosmin Stan - Zichao Tian - Segun Toriola - Jos Verhulst - Ronald Vijverberg - Roy Visser | - Barry Wijers (1x NK) - Qi Xiao Feng (1x NK) - Laurens Tromer (2x NK) |

Vrouwen:
| - Demelsa Basie - Kimberly 't Hooft - Jacintha de Hoop | - Sanne de Hoop - Marcia Kok - Sabina Larmené | - Jasminka Oeij - Anissa Schoonbrood - Charell Schoonbrood |

- NK = Nederlands Kampioen enkelspel